# CF 탈라베라데라레이나
CF 탈라베라데라레이나(스페인어: Club de Fútbol Talavera de la Reina)는 스페인 카스티야라만차주 톨레도도 탈라베라데라레이나를 연고로 하는 축구단이다. 2011년에 CF 탈라베라와 레알 탈라베라 CD가 합병하여 창단되었다.